# Catasetum rionegrense
Catasetum rionegrense är en orkidéart som beskrevs av Marcos Antonio Campacci och George Francis, Jr. Carr. Catasetum rionegrense ingår i släktet Catasetum och familjen orkidéer. Inga underarter finns listade i Catalogue of Life.